# Ficus hesperidiiformis
Ficus hesperidiiformis är en mullbärsväxtart som beskrevs av George King. Ficus hesperidiiformis ingår i släktet fikonsläktet, och familjen mullbärsväxter. Inga underarter finns listade i Catalogue of Life.